# Jane Bell
Jane Bell (Canadá, 2 de junio de 1910-1 de julio de 1998) fue una atleta canadiense, especialista en la prueba de 4 × 100 m en la que llegó a ser campeona olímpica en 1928.

## Carrera deportiva
En los JJ. OO. de Ámsterdam 1928 ganó la medalla de oro en los relevos 4 x 100 metros, batiendo el récord del mundo con un tiempo de 48.4 segundos, llegando a meta llegando a meta por delante de Estados Unidos (plata con 48.8 segundos) y Alemania (bronce con 49.0 segundos), siendo sus compañeras de equipo: Ethel Smith, Bobbie Rosenfeld y Myrtle Cook.